# Plextor

Plextor Logo

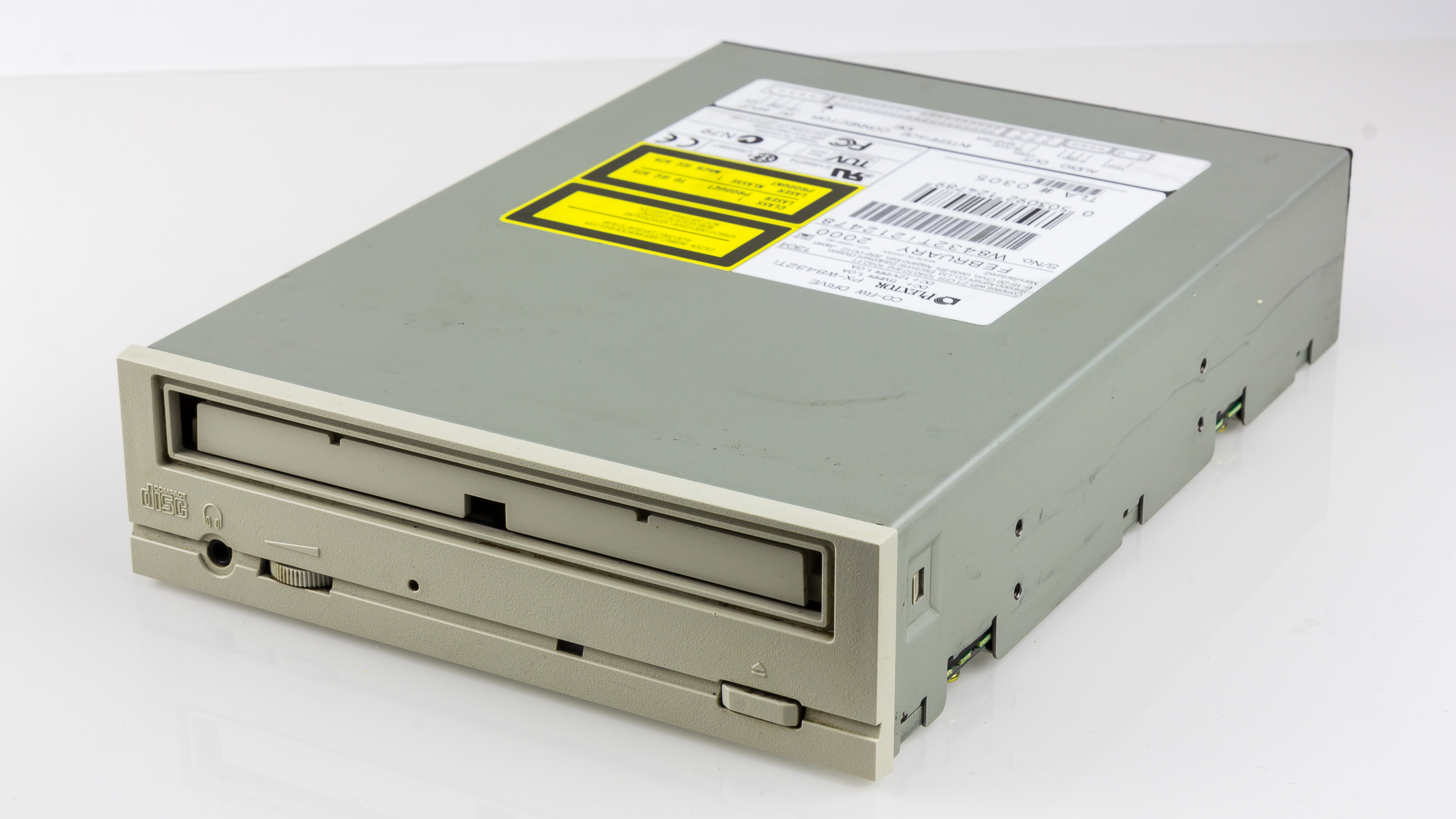
Plextor CD-RW, hergestellt 2000

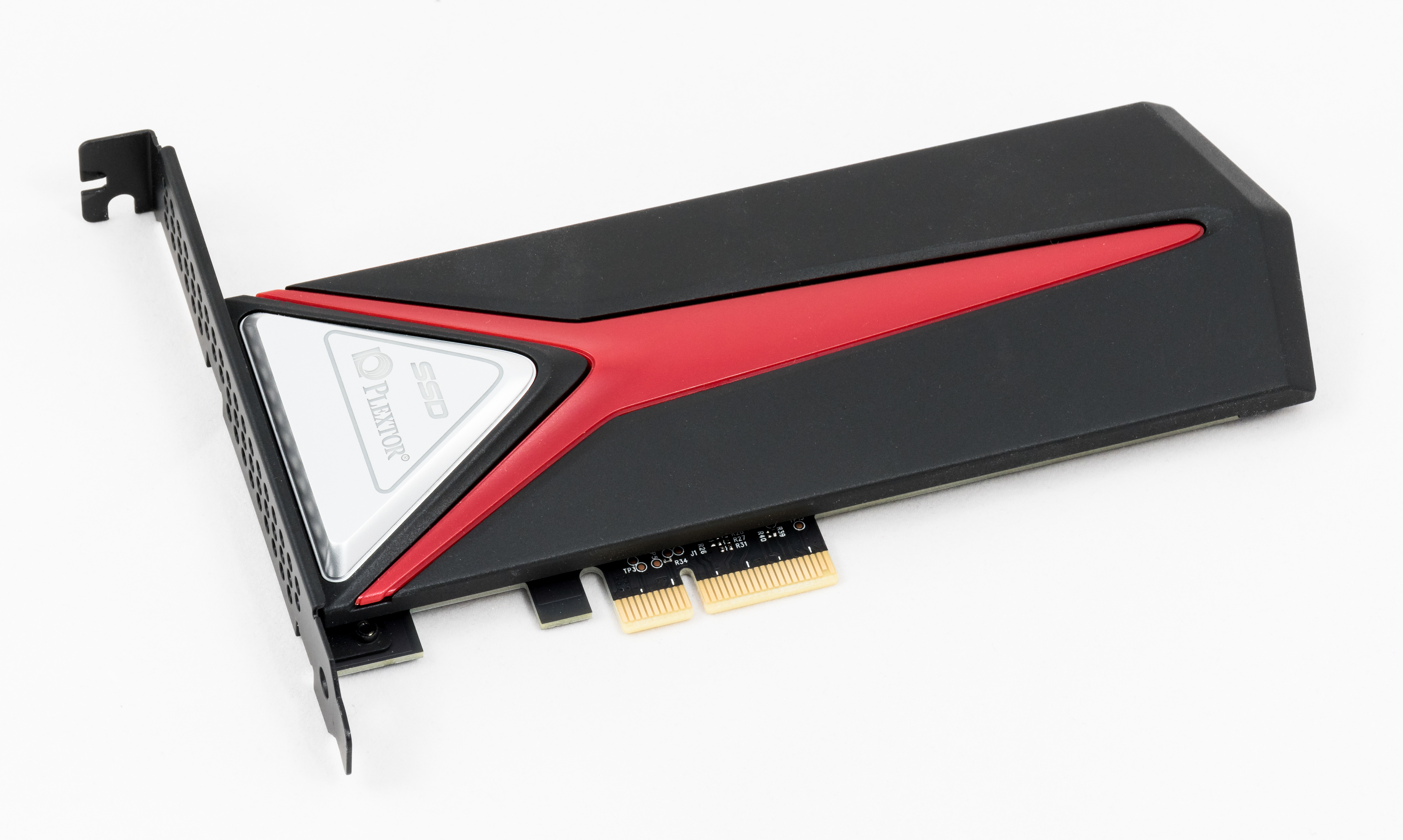
256 MB PCIe x4 SSD von 2017

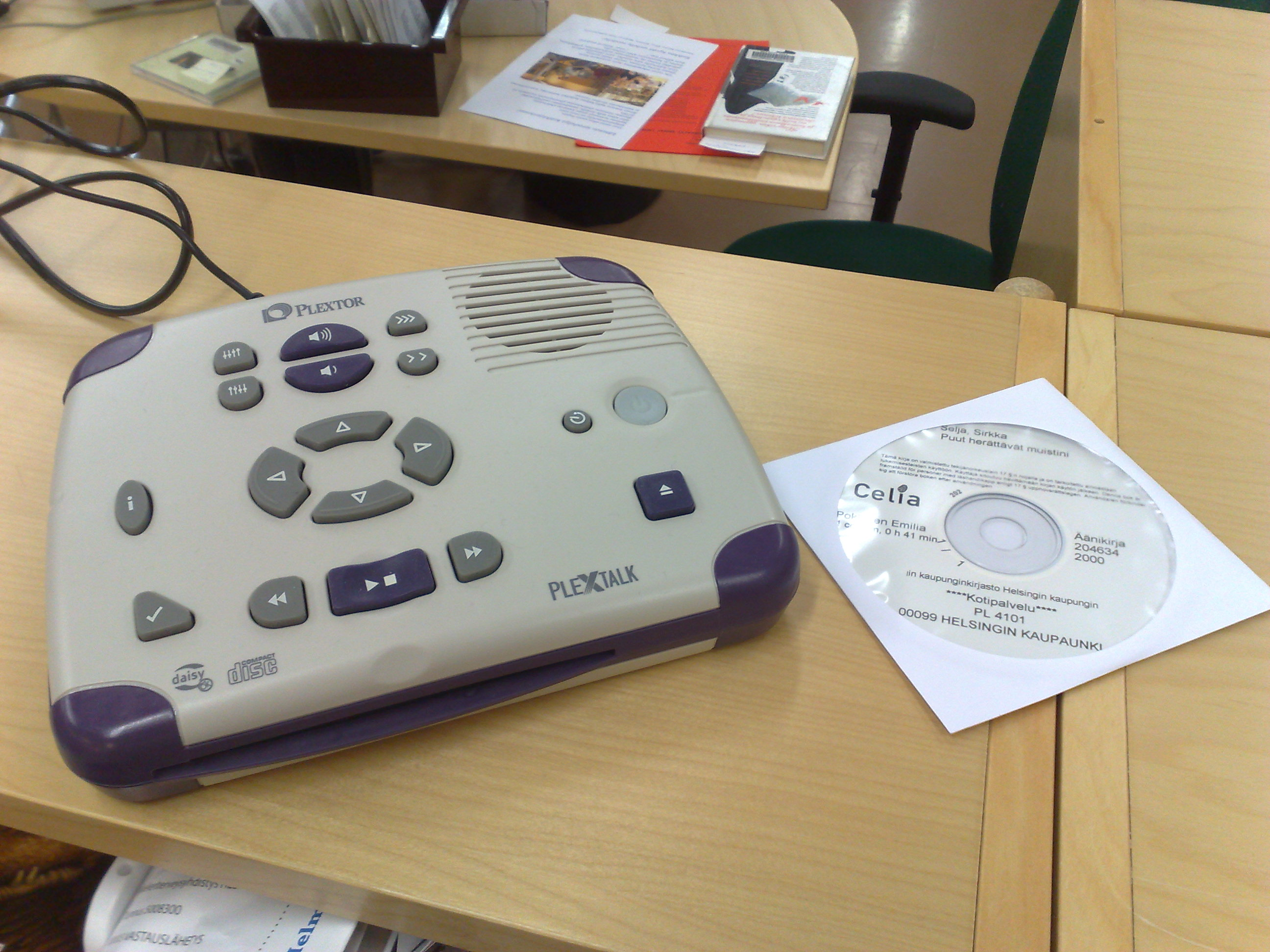
Plextor Plextalk

Plextor K.K. (jap. プレクスター株式会社, Purekusutā kabushiki-gaisha) war ein Tochterunternehmen des japanischen Konzerns Shinano Kenshi mit Sitz in Taitō.
Die Marke Plextor gehörte seit 2010 dem taiwanischen IT-Konzern „Lite-On“, während das japanische Unternehmen Plextor K.K. weiter existiert und neue Produkte unter anderen Markennamen wie Plexlogger und Plextalk erstellt. Daher sind die späteren Plextor-SSD-Produkte von einer taiwanischen, keiner japanischen Marke. 2020 wurde LiteOn von Kioxia aufgekauft. 2023 wurde die Marke Plextor aufgegeben.
Das Unternehmen stellte CD/DVD-Rekorder, -Brenner und -Laufwerke, CD/DVD-Rohlinge (nur Vertrieb, Produktion von Taiyo Yuden), USB-Flash-Speicher, digitale Videokonverter und SSDs her. Das Unternehmen wurde als Texel K.K. (テクセル株式会社) 1985 gegründet, 1994 in Plextor umbenannt, und besitzt u. a. Niederlassungen in Belgien und den USA.
Gemeinsam mit Shinano Kenshi vertreibt Plextor K.K. unter der Marke Audio-Hard- und Software für Blinde.